# ラグーザ県

ラグーザ県
Libero consorzio comunale di Ragusa

ラグーザ県（ラグーザけん、イタリア語: Libero consorzio comunale di Ragusa）は、イタリア共和国シチリア州に属する県の一つ。県都はラグーザ。
法制上の位置づけは、2015年に従来の県 (Provincia regionale) からコムーネ自治組合（Libero consorzio comunale）に移行した。
イタリア語版ウィキペディア等では廃止された Provincia di Ragusa と新設された Libero consorzio comunale di Ragusa が別項目になっているが、便宜上双方を「ラグーザ県」として本項で扱う。

## 名称
標準イタリア語以外では以下の名称を持つ。
- シチリア語: Pruvincia di Sarausa

## 地理

### 位置・広がり
シチリア島南部に位置する県で、南西に地中海に面する。東をシラクーザ県、北をカターニア県、北西をカルタニッセッタ県と接する。
県都ラグーザは県域中部の内陸に位置し、カターニアから南南西へ約72km、カルタニッセッタから南東へ約86km、アグリジェントから東南東へ約111km、州都パレルモから南東へ約179kmの距離にある。

### 主要な都市
国勢調査に基づく居住地区（Località abitata）別人口統計によれば、2023年時点での人口2万人以上の都市は以下の通り。
- ラグーザ - 73,476人
- ヴィットーリア - 63,435人
- モーディカ - 53,514人
- コーミゾ - 30,003人
- シクリ - 26,901人

- ラグーザ
- モーディカ
- コーミゾ

## 行政区画
ラグーザ県には12のコムーネが属する。左端の数字はISTATコードを示す。人口は2023年1月1日現在。面積は2001年のデータで、単位はkm²。
|        | 自治体名                       | 綴り                 | 面積   | 人口   |
| ------ | ------------------------------ | -------------------- | ------ | ------ |
| 088001 | アーカテ                       | Acate                | 101.42 | 10,595 |
| 088002 | キアラモンテ・グルフィ         | Chiaramonte Gulfi    | 126.63 | 8,020  |
| 088003 | コーミゾ                       | Comiso               | 64.93  | 30,003 |
| 088004 | ジャッラターナ                 | Giarratana           | 43.45  | 2,835  |
| 088005 | イスピカ                       | Ispica               | 113.52 | 16,275 |
| 088006 | モーディカ                     | Modica               | 290.76 | 53,514 |
| 088007 | モンテロッソ・アルモ           | Monterosso Almo      | 56.27  | 2,789  |
| 088008 | ポッツァッロ                   | Pozzallo             | 14.94  | 18,952 |
| 088009 | ラグーザ                       | Ragusa               | 442.46 | 73,476 |
| 088010 | サンタ・クローチェ・カメリーナ | Santa Croce Camerina | 40.76  | 10,998 |
| 088011 | シクリ                         | Scicli               | 137.54 | 26,901 |
| 088012 | ヴィットーリア                 | Vittoria             | 181.34 | 63,435 |

## 文化

### 世界遺産
県内には以下の世界遺産がある。
- ヴァル・ディ・ノートの後期バロック様式の町々

「ヴァル・ディ・ノートの後期バロック様式の町々」には、シチリア島東南部の8つの街が指定されており、ラグーザ県の街では県都ラグーザ、シクリが含まれている。

## 交通

### 空港
- コーミゾ空港（英語版） （コーミゾ）

## 人物

### 著名な出身者
- ジョヴァンニ・バッティスタ・ホディエルナ - 17世紀の天文学者。ラグーザ出身。
- サルヴァトーレ・クァジモド - 20世紀の詩人、ノーベル文学賞受賞者。モーディカ生まれ。
- ジョルジョ・ラ・ピーラ - 20世紀の政治家。ポッツァッロ出身。
- ジェズアルド・ブファリーノ（英語版） - 20世紀の作家。コーミゾ出身。
- サルヴァトール・アダモ - ベルギーの作曲家・歌手。コーミゾ出身。